# 송경택
송경택(한자: 宋炅澤, 1983년 7월 10일 ~ )은 대한민국의 쇼트트랙 스피드 스케이팅 선수이다. 그는 세계 선수권 대회에서 4개의 금메달을 획득했지만 아직 올림픽에 참가한 적이 없다.
송씨는 현재 2009년 세계챔피언 이호석 (쇼트트랙 선수)과 함께 고양시청 쇼트트랙 스피드스케이팅 대표팀에 속해 있다.